# Fuencalderas
Fuencalderas és una localitat d'Aragó, en la comarca de les Cinco Villas ("Zinco Billas" en aragonès, cinc viles), en la província de Saragossa. Fins al 1975 va ser un municipi independent, any en què es va fusionar amb el municipi de Biel, donant lloc al municipi de Biel-Fuencalderas. El 1996 pas a constituir-se com Entitat Local Menor, dins del mateix municipi (posteriorment, el 1998, el municipi Biel-Fuencalderas va canviar el seu nom pel de Biel).
Les dades de superfície i població s'han extret de les fonts i, respectivament.

## Geografia
El terme municipal de Fuencalderas aquest situat en el nord-est de la comarca aragonesa de les Cinc Viles. S'estén en el vessant sud de la Sierra de Santo Domingo, la qual forma part de les serres prepirinenques, en una zona entre les conques dels rius Gállego, a l'est, i Arba de Biel, a l'oest. Té una extensió de 36 km².
El nucli urbà aquest situat a 842 metres d'altitud, situant-se el seu acabat entre els 650 metres sobre el nivell del mar del "Chabastre" i els 1.329 d'"A Ralla d'as Pauletas".

### Comunicacions
S'accedeix el nucli urbà mitjançant la carretera A-1202 d'Ayerbe a Sádaba. Fuencalderas se situa a 6 km de Biel, a 18 km de Santa Eulalia de Gállego, a 26 km d'Ayerbe, a 55 km d'Osca i 105 km de Saragossa.
També es pot accedir a Fuencalderas des de la localitat de El Frago a través del camí forestal PR-23.

## Història
La reconquesta del lloc pels cristians aragonesos es va produir en el segle x, encara que el nom de Fonte Calderes no apareix fins al 1137 en una donació realitzada pel rei aragonès Ramiro II "El Monjo". Arran de la reconquesta es va construir una torre de defensa en el lloc denominat el Pacatorre, a l'empara del qual va començar a formar-se Fuencalderas.
No obstant això, l'origen de Fuencalderas tindria relació amb la població de Llis (segons algunes fonts "Eliso") que se situava a 10 km al nord de Fuencalderas. Llis va poder tenir origen romà i el primer esment documental del qual datava ja de l'any 938. Durant els segles X al XII Llis va formar part important de la línia defensiva del Regne d'Aragó en la zona, assolint el rang de “Villa de Liso”, mientrás que Fuencalderas era d'escassa entitat. El declivi de Liso durant els segles XIII al XV va ser parell a la consolidació progressiva de Fuencalderas, en estar situat en un terreny però favorable. Finalment, l'any 1530, es trasllada la parròquia de Liso a Fuencalderas.
La història de Fuencalderas es desenvolupa dins de la història del Regne d'Aragó i, posteriorment, de la d'Espanya.
Després de l'aixecament militar de l'any 1936 finalment liderat pel general Francisco Franco el municipi va ser controlat per elements afins a la sublevació. La posterior guerra civil que es va produir a conseqüència del mateix va tenir tràgiques conseqüències per a part de la població.
Finalitzada la Segona Guerra Mundial, el Partit Comunista d'Espanya i uns altres van organitzar una "guerrilla" a l'interior d'Espanya que va tenir certa activitat en el municipi de Fuencalderas. Alguns autors suggereixen que Mariano Navarro de Fuencalderas, que va arribar a ser tinent de l'exèrcit que es va mantenir lleial al govern durant la guerra civil, era el membre de l'esmentada guerrilla anomenada "El Borni de Fuencalderas".
Fuencalderas va ser fins a l'any 1975 municipi independent. El 1975, el Govern espanyol, mitjançant el Decret 1077/1975, va procedir a la fusió del municipi de Fuencalderas amb el límitrofe municipi de Biel, donant lloc a la creació del municipi de Biel-Fuencalderas. No obstant això, al final dels anys 70, amb l'arribada de la democràcia, es va desenvolupar un moviment ciutadà que tenia com a objectiu la constitució, novament, d'un municipi separat. El 3 de setembre de 1993 es va iniciar l'expedient per a la constitució de Fuencalderas com Entitat local d'àmbit territorial inferior al municipi mitjançant petició escrita de la majoria dels veïns residents en aquest nucli, i per acord favorable del Ple de l'Ajuntament de Biel-Fuencalderas. Finalment, el 28 de maig de 1996, mitjançant el Decret 100/1996, el Govern d'Aragó aprova la constitució del nucli de Fuencalderas com Entitat local d'àmbit inferior al municipal (Entidad Local Menor).
D'acord amb la legislació aragonesa, Fuencalderas té competències en matèria d'administració i aprofitament del seu patrimoni, prestació de serveis bàsics i elementals us li afectin directa i exclusivament (obres en carrers i camins rurals, policia urbana i rural, activitats en la via pública, enllumenat públic, aigua potable, clavegueram i tractament adequat d'aigües residuals, neteja viària, recollida d'escombraries, activitats culturals i socials), atorgament de llicències d'obres prèvia aprovació del planejament i altres competències delegades pel municipi.
Disposa d'alcalde mateix, escollit directament pels seus habitants.

## Administració
| Legislatura | Nom                     | Grup |
| ----------- | ----------------------- | ---- |
| 1979 - 1983 | {}                      | {}   |
| 1983 - 1987 | {}                      | {}   |
| 1987 - 1991 | {}                      | {}   |
| 1991 - 1995 | {}                      | {}   |
| 1995 - 1999 | {}                      | {}   |
| 1999 - 2003 | {}                      | {}   |
| 2003 - 2007 | Francisco Javier Arbués | {}   |
| 2007 - 2011 | Francisco Javier Arbués | {}   |

## Demografia
| 1842 | 1877 | 1887 | 1897 | 1900 | 1910 | 1920 | 1930 | 1940 | 1950 | 1960 | 1970 | 1981 | 1991 | 2001 | 2008 |
| ---- | ---- | ---- | ---- | ---- | ---- | ---- | ---- | ---- | ---- | ---- | ---- | ---- | ---- | ---- | ---- |
| 200  | 390  | 389  | 296  | 329  | 378  | 350  | 341  | 297  | 216  | 183  | 102  | 284  | 226  | 230  | 42   |

- El cens a partir de l'any 1981 inclou els habitants del nucli de Biel.

## Medi natural i patrimoni
Destaca especialment tot el seu entorn natural. L'àmplia diferència de cotes de seu terme municipal fa que existeixi una gran diversitat forestal de faigs (amb exemplars centenaris), grèvols, roures, pins i boixos. La fauna és variada i comprèn, entre d'altres, les espècies de senglars, cérvols, cabirols i guineus. Una part de la muntanya s'integra a la reserva natural de Santo Domingo per a la conservació de diverses avés protegides.
A més, en el seu terme hi ha accidents geomorfològics singulars com "O Salto" i "O Terreno Blanco"; restes arqueològiques; restes de la vida rural passada com ara corrals, senyals, etc.; llocs llegendaris com "Pata de Pierrondán"; paisatges com "el Puente del Diablo", les penyes de Collas i dels Ferretes, la cova del "Caloyo", el "Fayar" i magnífiques vistes dels "Mallos" de Riglos i Aguero.
El nucli urbà actual té el seu origen en el segle xiv. Les seves característiques són seu disseny interior, basat en una successió de petites places ("plazetas") i la construcció de les cases, que encara conserven en perfecte estat la seva antiga fesomia.
L'actual església parroquial de la nostra Senyora de l'Esperança va ser construïda sobre les restes d'una altra anterior. De l'anterior edifici queden dues capelles situades als peus i la torre, probablement del segle xiv. Presenta una barreja d'estils a causa del temps transcorregut en la seva construcció, encara que en conjunt podria situar-se en el segle xvi. La nau aquesta construïda en carreus escairats, és de planta rectangular i de nau única, completant-se amb cinc capelles laterals. Les cobertes, en volta de canó amb lunetos, seria del segle xviii. La seva torre alberga tres campanes i el rellotge públic.
A 10 km del nucli urbà, en el que es suposa són restes de l'església de l'antic poblat de Liso, se situa l'ermita de San Miguel de Liso. Aquesta ermita conserva un absis romànic del segle xii, separat del cos de l'edifici ("castillazo"). En el segle xvii, habiéndo desaparegut l'antic poblat, es va reconstruir com iglesía romànica d'influència jaquesa, incorporant importants elements arquitectònics de l'església anterior (capitells, ejedrezados, esteles funeràries, un crismón aragones, etc.). Al costat de l'ermita exiten les restes d'una torrassa defensiva però antiga. També annexa, es troba la trucada casa de l'ermità construït amb els carreus de l'antiga església i que avui és mantinguda i utilitzada per la Confraria de Sant Miquel de Liso de Fuencalderas.

## Festes i tradicions
29 de setembre, Sant Miquel, patró de la població, celebrant-se diumenge de Pentecosta una romeria a l'ermita de San Miguel de Liso (fins al 1971 es va celebrar la romeria el 8 de maig, data en què es commemora l'"Aparició del sant").
18 de desembre, Verge de l'Esperança.
19 de gener, vigília de Sant Sebastiá, es practicava el costum d'encendre fogueres.

## Escut i bandera
Mitjançant el Decret 168/2005 el Govern d'Aragó autoritza l'Ajuntament de Fuencalderas l'adopció del següent escut i bandera municipal:
Escut: cuadrilongo de base arrodonida, que porta, d'atzur, un roure petit arrencat de tres raigones, d'or; bordura de plata amb tres calderes de sabre, dos en els cantons del cap, i l'altra al centre de la punta. Al timbre, Corona Real tancada.
Bandera: drap blau, de proporció 2/3, un roure petit groc i bordura blanca carregada, en els angles, de quatre calderes negres.

## Personatges il·lustres
En Fuencalderas han nascut, entre d'altres, les següents persones:
- Damián Iguacén Borau (12 de febrer de 1916), sacerdot (1941), bisbe de Barbastre (1970-1974), Terol - Albarrasí (1974-1984) i Tenerife (1984), bisbe emèrit de Tenerife (1991) i escriptor
- Ernesto Navarro Castán (25 de juliol de 1934 - 10 d'agost de 1963, Grindelwald, cantó de Berna, Suïssa), montañero y pioner de l'alpinisme aragonès.[18]

## Plats típics
Engrunes de pastor, bé a la pastora, bolets i caça (senglar i cérvol).

## Activitats i instal·lacions esportives
El terme municipal disposa de camins que permeten que junt la varietat de la seva orografia el fan ideal per a la pràctica del senderisme. Fuencalderas aquest travessat pel GR-1 (camí de gran recorregut que travessa la península Ibèrica des de la Costa Brava a Galícia), dispone d'un medio natural variado y d'un antiguo patrimonio arquitectónico. Se han publicado guías excursionistas del monte de Fuencalderas. disposa d'un medi natural variat i d'un antic patrimoni arquitectònic. S'han publicat guies excursionistes de la muntanya de Fuencalderas.
El poble disposa de frontó.
Fuencalderas gaudeix d'una activitat associativa important tenint en compte la quantitat de població i d'una llarga tradició. La Confraria de San Miguel de Liso de Fuencalderas apareix documentada ja en 1766. L'abril de l'any 2000 es va convertir en una Associació Cultural inscrita en el registre de la Direcció General de la Diputació General d'Aragó. El novembre de 2007 compta amb 370 associats i porta editant el butlletí periòdic Liso-Fuencalderas de forma ininterrompuda des del maig de 1971. En el mateix es recullen història, tradicions, natura, notícies, etc. relatives al poble i a la mateixa confraria.